# Lauensteiner Straße 18 (Ludwigsstadt)

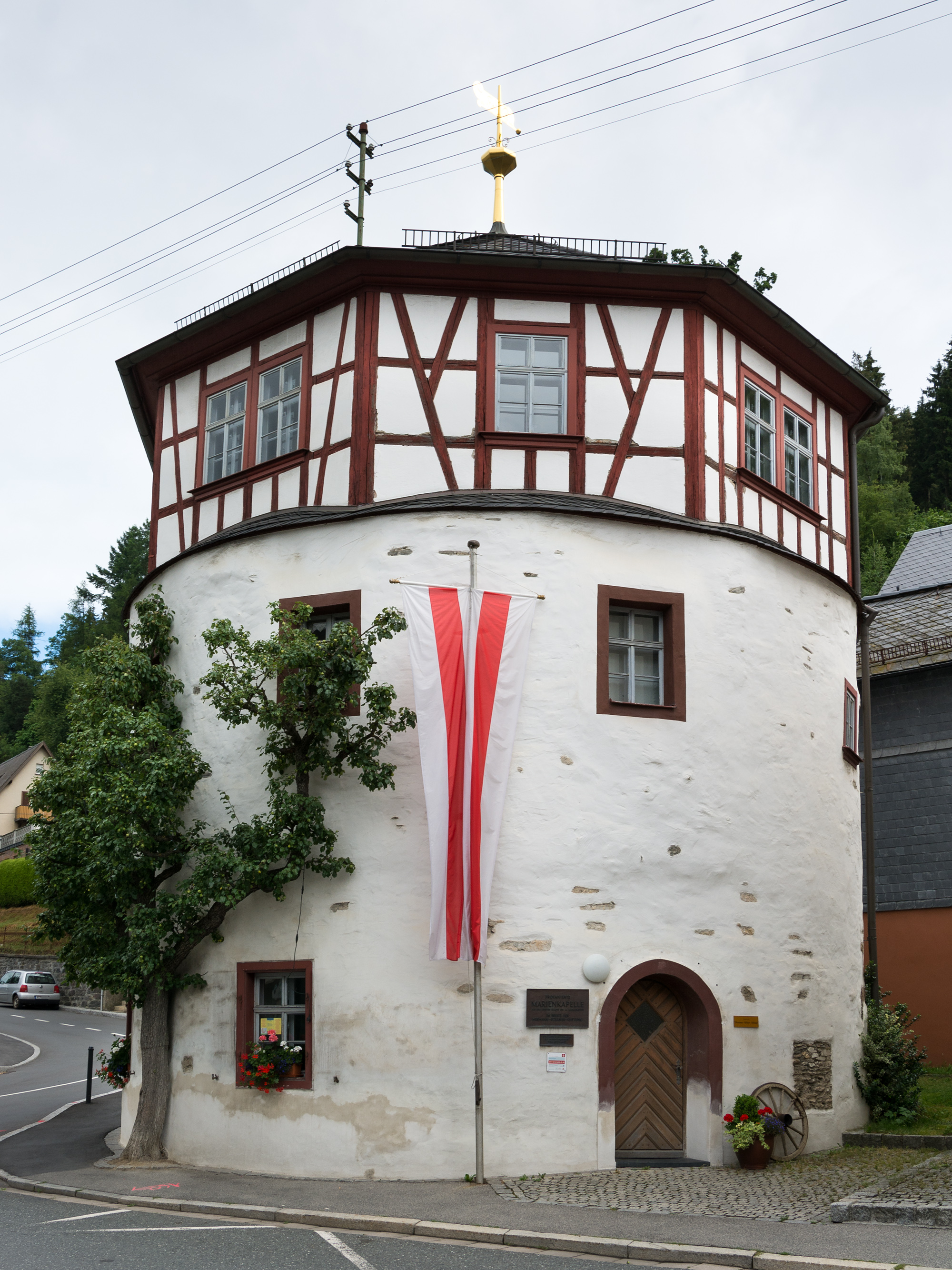
Gebäude Lauensteiner Straße 18 im Jahr 2015

Das Gebäude Lauensteiner Straße 18, die sogenannte Marienkapelle, ist ein ehemaliger Sakralbau in der im Norden des oberfränkischen Landkreises Kronach gelegenen Stadt Ludwigsstadt, der sich nach mehreren baulichen Veränderungen und Nutzungsänderungen im Besitz einer Stiftung befindet und musealen Zwecken dient. Das Bauwerk ist als Baudenkmal in die Bayerische Denkmalliste eingetragen.

## Baubeschreibung
Bei dem Gebäude handelt es sich um einen dreigeschossigen, turmartigen Rundbau mit einem Durchmesser von etwa zehn Metern. Die beiden unteren Geschosse bestehen aus Bruchsteinmauerwerk, das oberste Geschoss, das einen achteckigen Grundriss besitzt und von einem Zeltdach bekrönt wird, wurde in Fachwerkbauweise errichtet. Die Mauern des Erdgeschosses, die im Inneren acht halbkreisförmige Nischen beherbergen, weisen eine Stärke von zwei Metern auf, das erste Obergeschoss besitzt eine Mauerstärke von einem Meter.

## Geschichte
Der ursprüngliche Errichtungszeitpunkt des Bauwerks, das neben dem Rundbau wahrscheinlich noch ein angebautes Nebengebäude umfasste, ist unklar. Der Rundbau, der auf dem Fundament eines vermutlich in der zweiten Hälfte des 14. Jahrhunderts entstandenen, achteckigen Vorgängerbaus errichtet wurde, konnte dendrochronologisch auf die Jahre 1487/1488 datiert werden. Im Jahr 1525, spätestens aber 1527, hielt in der Herrschaft Lauenstein, zu der Ludwigsstadt gehörte, die Reformation Einzug. Ab diesem Zeitpunkt wurde das Gebäude wohl nicht mehr als Kapelle genutzt.
Erstmals urkundlich erwähnt wurde die Marienkapelle im Jahr 1584. Christoph von Thüna, der Herr zu Lauenstein, der die Besitzrechte für sich beanspruchte, hatte die ehemalige Kapelle an den Schneider Peter Frank verkauft. Dieser wollte das Bauwerk abbrechen und an seiner Stelle ein Brau- und Wohnhaus errichten lassen. Die Bürger von Ludwigsstadt beanspruchten jedoch ebenfalls die Besitzrechte an der Kapelle und wandten sich deshalb an ihren Oberlehensherrn, den Markgrafen von Brandenburg und ihren Lehensherrn, den Grafen von Mansfeld. Nach dem Tod Christophs von Thüna im Jahr 1585 wurden die noch mehrere Jahre andauernden Besitzstreitigkeiten zwischen dessen Söhnen, Schneider Frank und dem Rat von Ludwigsstadt schließlich beigelegt und die ehemalige Marienkapelle ging mit einem Vertrag vom 10. Juni 1589 in den Besitz der Gemeinde Ludwigsstadt über. Das von Peter Frank umgebaute Gebäude diente danach als Hospital und Armenhaus.
Am 9. April 1762 erwarb der Schuhmachermeister Georg Valentin Rauh die ehemalige Kapelle von der Gemeinde und ließ in den 1760er Jahren wahrscheinlich das angebaute Nebengebäude abbrechen. Wohl ebenfalls im Zuge dieser Arbeiten wurde dem damals zweigeschossigen Rundbau ein viereckiges Krüppelwalmdach aufgesetzt. Im Jahr 1789 verkaufte Schuhmachermeister Rauh das Gebäude an den Nagelschmied Johann Christian Meinhardt. Der aus Wallendorf stammende Meinhardt richtete im Erdgeschoss des Gebäudes seine Schmiedewerkstatt ein und nutzte das Obergeschoss als Wohnung. Im Jahr 1907 wurde das viereckige Krüppelwalmdach entfernt und durch einen achteckigen Fachwerkaufbau mit Zeltdach ersetzt. Bis in die 1980er Jahre befand sich das Bauwerk im Besitz der Familie Meinhardt.
Im Jahr 1986 erwarb die Stadt Ludwigsstadt die ehemalige Marienkapelle und ließ in den folgenden Jahren wissenschaftliche Bauuntersuchungen und archäologische Grabungen durchführen, 1993/1994 folgte eine grundlegende Sanierung. Seit 1995 befindet sich das Gebäude im Besitz einer Stiftung. In seinem Untergeschoss beherbergt es eine Ausstellung zu seiner Geschichte und zur archäologischen Grabung. Im ersten Obergeschoss befindet sich die Originalwohnstube der Ludwigsstadter Heimatdichterin Rosa Meinhardt, geborene Tübel, die nach ihrer Heirat mit dem Schmiedemeister Ludwig Meinhardt ab 1905 bis zu ihrem Tod im Jahr 1958 in dem Gebäude wohnte. Eine Ausstellung in einem Nebenraum befasst sich mit dem Lauensteiner Heimatdichter Isidor Wilhelm und dessen Sohn, dem Kunstmaler Hermann Wilhelm.